# Post prandium stabis, post coenam ambulabis
Post prandium stabis, post coenam ambulabis è una locuzione latina, che tradotta letteralmente, significa «dopo pranzo riposa, dopo cena passeggia».
Con questa norma già gli antichi medici della Scuola medica salernitana (Regimen Sanitatis Salernitanum) dimostrano di conoscere la positiva influenza di una passeggiata dopo cena.